# Renata Jaworska

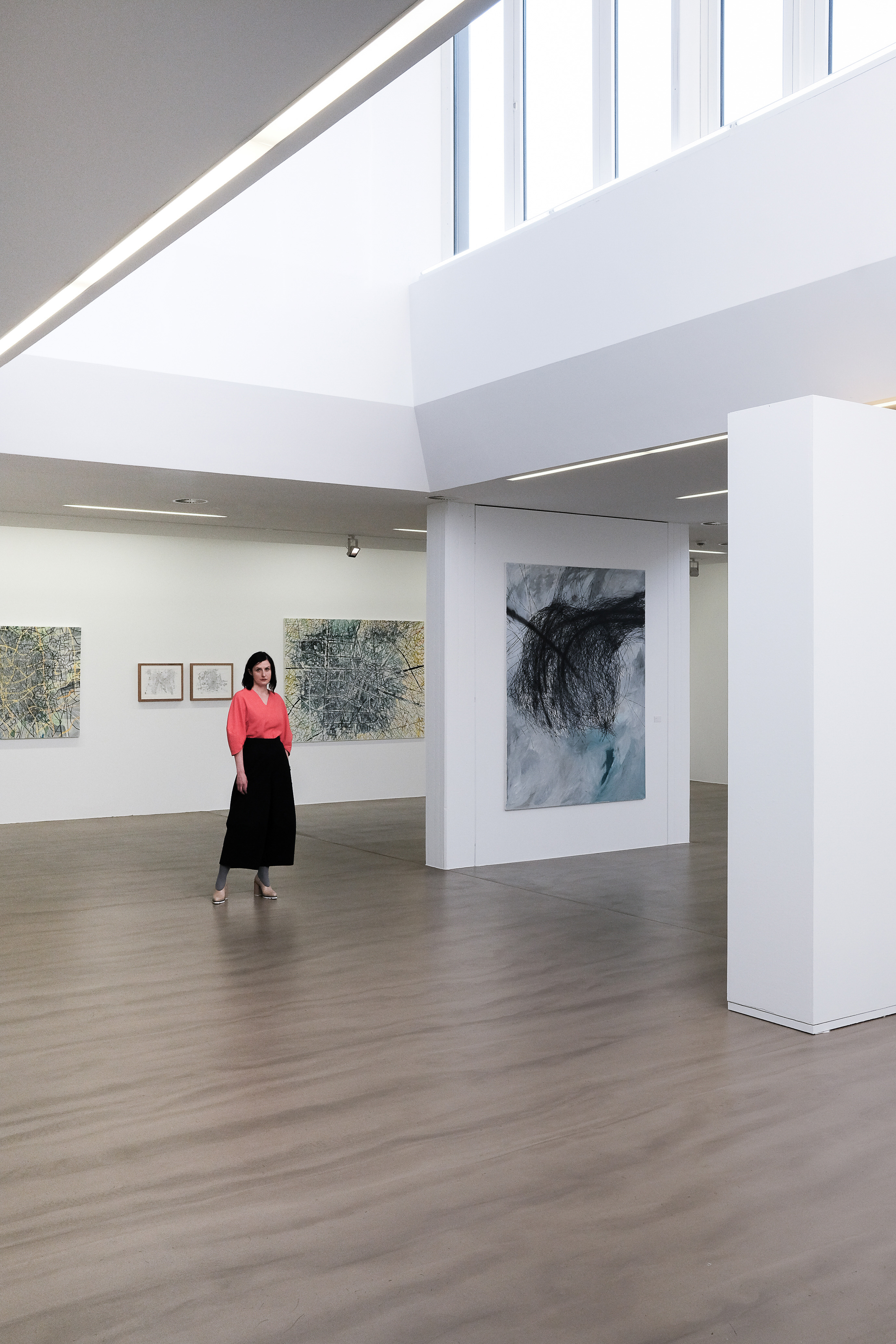
Renata Jaworska

Renata Jaworska (* 1979 in Zwoleń) ist eine polnische Künstlerin (Malerei, Zeichnung, Grafik und Performance). Sie lebt und arbeitet in Düsseldorf und am Bodensee.

## Leben
Renata Jaworska ist Absolventin der Staatlichen Kunstakademie Düsseldorf. Von 2000 bis 2006 studierte sie dort u. a. Kunstgeschichte bei Prof. Werner Spies, Prof. Siegfried Gohr und Malerei in der Klasse von Prof. Jörg Immendorff als seine Meisterschülerin. 2006 erhielt sie Akademiebrief bei Prof. Peter Doig.
Noch als Schülerin des Józef Chełmoński Gymnasiums für Bildende Künste in Nałęczów besuchte sie im Jahr 1998 die Ausstellung: "Znaki, symbole i wizje" (Zeichen, Symbole und Visionen) von Jörg Immendorff im Nationalmuseum in Warschau. Dies beeinflusste die Wahl ihrer zukünftigen Akademie und ihres Meisters. Unmittelbar nach dem Abitur wurde sie an der Kunstakademie Düsseldorf aufgenommen.
Während ihres Studiums (Klasse Immendorff) gestaltete sie das Bühnenbild für die Oper: "Die menschliche Stimme" (fr. La voix humaine) von Francis Poulenc. Dieses Projekt entstand im Rahmen der Zusammenarbeit der Kunstakademie Düsseldorf, Robert Schumann Hochschule Düsseldorf und der Deutschen Oper am Rhein. Es handelt sich um eine Monooper nach einem 1930 erschienenen Theaterstück von Jean Cocteau. Die Oper wurde nach der Eröffnungsrede zum Rundgang vom Rektor Markus Lüpertz in der Aula der Kunstakademie Düsseldorf im Jahr 2002 aufgeführt.
Sie erhielt zahlreiche Stipendien in Deutschland und den USA. Während ihres Aufenthaltes in London 2010 entstand das Videoprojekt „119-minute-circle. The International Congress at the Whitechapel Gallery in London“, das u. a. im Kunstmuseum Pablo Picasso Münster 2018 im Rahmen des Großprojektes „Frieden“ und "Rethinking Guernica" im Museo Reina Sofia präsentiert wurde. Jaworska wurde für ein Projekt ausgewählt in Zusammenarbeit mit u. a. National Museum of Contemporary History MNZS Ljubljana in Slowenien, Galeria Labirynt in Lublin, Polen und National Museum of Contemporary Art Athens EMST in Griechenland.

## Werk
Seit dem Jahr 2017 setzt sich Renata Jaworska mit literarischen Werken auseinander. Ihre Ausstellung „Karten und Gebiete“ („Les cartes et les territoires“ nach dem Roman von Michel Houellebecq) im Biurze Wystaw Artystycznych BWA w Kielcach im Jahr 2018, zeigte Reihe der Bilder mit der Thematik. Bei Jaworska sind die Karten ihr Ausgangsmaterial um sich über die Topografien und Gemarkungen mit Fragen der Zugehörigkeit auseinanderzusetzen. Ausgangspunkt war für sie das Kartenmaterial, das dankt Internet und Smartphone heute in allen erdenklichen Maßstäben und Ausschnitten auch von den entlegensten Flecken der Erde zur Verfügung steht. Zur Vorbereitung einer Reise bietet es sich immer noch an, die Karten des unbekannten Gebiets zu studieren. Sich durch die Betrachtung der Straßen, Grenzen und der topografischen Gebiets einen Eindruck von dem zu erwartenden zu verschaffen, seine Route zu planen und den schnellsten, kürzesten, interessantesten Weg zu suchen. Es ist eine Form der Aneignung des zuvor fremden Gebiets. Gleichzeitig fasziniert die ich Ordnung und Überschaubarkeit der Pläne, die dem Betrachter die Welt verfügbar machen.  Eine weitere Ausstellung im Museum Ratingen zeigte vom September 2018 bis Januar 2019 diese Werkgruppe. Es war Jaworska's vierte Einzelausstellung. Vorangegangen waren Ausstellungen in der rumänischen Botschaft in Warschau im Jahr 2008, in der Galerie 58 in Radom im Jahr 2017 und BWA w Kielcach im Jahr 2018.
In der Galerie 58 zeigte sie eine Reihe von Arbeiten, die eigens für diese Ausstellung geschaffen wurden. Die Künstlerin untersuchte die Relation zwischen Schall und Raum. Sie suchte nach Antworten über die Zugehörigkeit zu einem bestimmten Gebiet, der Religion und der Gesellschaft. Ausgangspunkt für diese neuen Arbeiten war die Glocke, die ihr Ururgroßvater Jan Skrzypczak der Garnisonskirche von Sw. Stanislaw in Radom gespendet hatte.
Zwischen 2018 und 2019 entstehen zahlreiche Zeichnungen sowie großformatige Arbeiten auf Papier. Jaworska beschäftigt sich in diesen Jahren mit dem Thema: "Verortung". Die Künstlerin lässt den Betrachter ihrer Werke aus der Vogelperspektive auf ein Gebiet schauen, auf urbane Strukturen, kartographisch festlegen. Doch sind es keine maßstabsgetreu verkleinerten Abbilder eines Ortes, obgleich sie ihre Grundlage in realem Kartenmaterial finden. Städtische Gefüge mit ihren Straßen und Flächen sind in ihrer Anlage zwar deutlich zu erkennen, doch sind diese nicht weiter differenziert.
Sie arbeitet mit unterschiedlichen Medien, darunter Zeichnung, Malerei, Film, Objekten und Interventionen im öffentlichen Raum. Ihre Werke werden international ausgestellt zuletzt u. a. KUNSTHALLE Düsseldorf (2019), 5. Biennale der Zeichnung in Nürnberg (2019), BWA w Kielcach, Polen (2018), Dumbo Arts Festival, Brooklyn NY (2014), L’Espozisione internationale d’arte „Piccola Germania“ Mostra Internationale, Lido di Venezia (2009), „Von Pferden und Affen“ Museum Ludwig in Koblenz (2007). Ihre Werke befinden sich in zahlreichen privaten und öffentlichen Sammlungen.

## Einzelausstellungen (Auswahl)
- 2006 "Die Badende" Diplomausstellung | Klasse Immendorff | Kunstakademie Düsseldorf
- 2008 Renata Jaworska | Rumänische Botschaft in Warschau, Polen
- 2014 „Eine Explosion wie von 30 Atombomben“, Museum Engen
- 2015 „Geschichten vom Kontrollierten Zufall“, (mit Marcus Schwier) Hagnau
- 2018 „W zgodzie – panie Janie Kochanowski“, Dom Kultury Zwoleń, Polen
- 2018 Renata Jaworska: „Mapy i terytoria“, BWA Biuro Wystaw Artystycznych, Kielce, Polen
- 2018 Renata Jaworska: „SUPER Land, SUPER Rheinland“[14], Museum Ratingen
- 2019 Renata Jaworska: „Zeichnungen“ | Galeriehaus Nord, Nürnberg im Rahmen der 5. Biennale der Zeichnung[15]
- 2019 Kunsthalle Düsseldorf: Nachtfoyer
- 2019 Renata Jaworska: „Unnötige Förmlichkeiten“, Stadtgalerie Markdorf
- 2019 Renata Jaworska: „Verortung“, Städtische Galerie Villingen-Schwenningen
- 2022 "zum 25-jährigen Jubiläum VPI-SIP" Generalkonsul der Republik Polen in Köln
- 2023 Jahresgaben "Für Singen" Kunstverein Singen[16] im Kunstmuseum Singen
- 2024 WAS UNS BEWEGT | Treffpunkt Baden-[17]Württemberg, Regierungspräsidium Tübingen auf der Landesgartenschau Wangen i. A.
- 2024 Jahresgaben "Für Singen" im Rahmen der Ausstellung Marcus Schwier 125 x Singen Kunstverein Singen[18] im Kunstmuseum Singen

## Gruppenausstellungen (Auswahl)
- 2000–2006 Rundgang an der Kunstakademie Düsseldorf
- 2007 „Von Pferden und Affen“ Ludwig Museum, Koblenz
- 2008 „mousseux et dames“ Lepsien Art Foundation in Düsseldorf
- 2013 „La Triennale Européenne de l’Estampe Contemporaine“, Toulouse, Frankreich[19]
- 2013 L’Espozisione internationale d’arte „Piccola Germania“ Mostra Internationale, Lido di Venezia, Italien
- 2014 „Dumbo Arts Festival“ Brooklyn, NY (Projekt mit Botschaft der Republik Polen in New York) USA
- 2015 „Vierstimmig“ Lände, Kressbronn am Bodensee
- 2016 „THROUGH THE LOOKING-GLASS“ oqbo Raum für Bild, Wort und Ton, Berlin (Kuratiert von Ludwig Seyfarth)
- 2017 „SPURENSUCHE 7+7“ Kunstverein Singen im Kunstmuseum Singen
- 2018 „Picasso – Von den Schrecken des Krieges zur Friedenstaube“ (mit Pablo Picasso, Dora Maar, Tatjana Doll) Kunstmuseum Pablo Picasso Münster[20]
- 2018 „Portraits-Firma Witkacy“ Performance mit Renata Jaworska, Polnisches Institut Düsseldorf
- 2019 „Einmaleins“ (maleins) Kunstverein Friedrichshafen
- 2020–2021 "Świętość natury?" Miejska Galeria Sztuki w Częstochowie, Centrum Sztuki Współczesnej / CSW Toruń[21]
- 2022 Effi / Pym. Expozitje – Eveniment Beatrice von Babel, Muzeul National al Hartilor si Cartii, Bukarest, Rumänien
- 2023 "Stillstand" Muzeul de Arta Craiova[22], Bukarest, Rumänien
- 2023 Raum-Zeit-Erinnerung, Kunstverein Friedrichshafen[23]
- 2024 "DIE GROSSE", Grosse Kunstausstellung NRW, Museum Kunstpalast, Düsseldorf
- 2025 "... und das ist erst der Anfang!", Kunsthalle Düsseldorf

## Publikationen
- Das Pferd I. Zeitung der Klasse Immendorff, 2003.
- Das Pferd II. Zeitung der Klasse Immendorff, 2004.
- Das Pferd III. Zeitung der Klasse Immendorff, 2005.
- Von Pferden und Affen. Museum Ludwig, Texte Beate Reifenscheidt, Katrin Meine, Hrsg. Geuer & Breckner, Düsseldorf 2007, ISBN 978-3-939452-09-6.
- Young Polish Art Festival. Deconstruction Project (London, England). Text Agnieszka Kucharko, OFF Pres, London 2010, ISBN 978-0-9563946-1-3.
- SALEM2SALEM. Salem, Bodenseekreis – Salem, New York. Gessler, Friedrichshafen 2012, ISBN 978-3-86136-172-5.
- Renata Jaworska. Texte: Ludwig Seyfarth, Bernd Stiegler, Stefan Feucht, Grupello Verlag, Düsseldorf 2014, ISBN 978-3-89978-233-2.
- Renata Jaworska und Marcus Schwier. Geschichten vom Kontrollierten Zufall. Texte: Simon Blümcke, Johannes Honeck | Nünnerich-Asmus, Mainz 2015, ISBN 978-3-945751-18-3.
- Dionysos. Spuren eines Mythos. Deutsche und polnische Kunst der Gegenwart. Texte Heike Frommer, Barbara Major, Miejska Galeria Sztuki w Częstochowie, Salem 2017, ISBN 978-83-89328-57-1.
- SINGENKUNST. Spurensuche 7+7. Kunstverein Singen, Singen 2018, ISBN 978-3-942058-11-7.
- Renata Jaworska: "119-minute circle. The International Congress at the Whitechapel Gallery" Kunstmuseum Pablo Picasso, Text: Alexander Gaude | Grupello Verlag, Düsseldorf 2018, ISBN 978-3-89978-317-9.
- Renata Jaworska: Mapy i terytoria. Texte: Stanislawa Zacharko, Monika Cybulska, Julian Denzler, BWA Kielce, Wydawnictwo Biuro Wystaw Artystycznych w Kielcach 2018, ISBN 978-83-950017-9-6.
- Renata Jaworska: "Superland –- Superrheinland" Text: Alexandra König, Hrsg. Museum Ratingen, 2018, ISBN 978-3-926538-74-1.
- Renata Jaworska: Malerei, Zeichnung, Bühnenbild. Text: Gregor Jansen, Original-Verlag 2019, ISBN 978-3-948270-00-1